# Кіноколо (3-тя церемонія вручення)
3-тя церемонія вручення Національної премії кінокритиків «Кіноколо» за досягнення українського кінематографа та діячів кіноіндустрії відбулася 22 жовтня 2020 року в Києві. Захід пройшов у кінотеатрі «Жовтень» безпосередньо перед відкриттям кінофестивалю «Київський тиждень критики».

## Перебіг церемонії
25 вересня 2020 року кінокритики оголосили номінантів на третю премію «Кіноколо».
Переможці були оголошені на церемонії нагородження, що відбулася 22 жовтня 2020 року перед відкриттям кінофестивалю «Київський тиждень критики». Онлайн-трансляція церемонії розпочалася о 19:10 того ж дня.
На премію 2020 року номінувалися стрічки українського виробництва, які були завершені з 1 жовтня 2019 року по 30 вересня 2020 року включно, або були вперше показані в Україні в цей же період.

## Фільми з кількома номінаціями та нагородами
На третій Національній премії кінокритиків «Кіноколо» було представлено 16 фільмів:
| Номінації | Фільм                           | Нагороди |
| --------- | ------------------------------- | -------- |
| 6         | «Погані дороги»                 | 3        |
| 4         | «Атлантида»                     | 2        |
| 3         | «Земля блакитна, ніби апельсин» | 1        |
| 2         | «Віктор_Робот»                  | 1        |
| 2         | «Бульмастиф»                    | 0        |
| 2         | «В.Сильвестров»                 | 0        |
| 2         | «Зарваниця»                     | 0        |
| 1         | «Нетерпимість»                  | 1        |
| 1         | «Вигаданий пейзаж»              | 0        |
| 1         | «Забуті»                        | 0        |
| 1         | «Ми є… Ми поруч»                | 0        |
| 1         | «Поїзд: Київ-Війна»             | 0        |
| 1         | «Пофарбоване пташеня»           | 0        |
| 1         | «Прізвище в кишені»             | 0        |
| 1         | «Сурогат»                       | 0        |
| 1         | «Схрон»                         | 0        |
| 1         | «Ціна правди»                   | 0        |
| 1         | «Чачьо»                         | 0        |

## Список переможців та номінантів
★Переможців виділено окремим кольором.
| Найкращий повнометражний ігровий фільм   | ★«Атлантида» — реж. Валентин Васянович, прод. Володимир Яценко                                                        |
| Найкращий повнометражний ігровий фільм   | «Погані дороги» — реж. Наталка Ворожбит, прод. Юрій Мінзянов, Дмитро Мінзянов                                         |
| Найкращий повнометражний ігровий фільм   | «Пофарбоване пташеня» — реж. Вацлав Марул, прод. Ігор Савиченко, Вацлав Марул                                         |
| Найкращий повнометражний ігровий фільм   | «Ціна правди» — реж. Аґнєшка Голланд, прод. Єгор Олесов, Клаудія Смея, Станіслав Дзідзіч, Ангус Ламонт, Андреа Халупа |
| Найкращий короткометражний ігровий фільм | ★«Нетерпимість» — реж. і прод. Станіслав Битюцький                                                                    |
| Найкращий короткометражний ігровий фільм | «Бульмастиф» — реж. Анастасія Буковська, прод. Данило Каптюх, Микита Буковський, Анастасія Буковська                  |
| Найкращий короткометражний ігровий фільм | «Схрон» — реж. Оксана Войтенко, прод. Юрій Мінзянов, Катерина Банах                                                   |
| Найкращий короткометражний ігровий фільм | «Чачьо» — реж. Віталій Гавура, прод. Євгенія Відіщева                                                                 |
| Найкращий документальний фільм           | ★«Земля блакитна, ніби апельсин» — реж. Ірина Цілик, прод. Анна Капустіна                                             |
| Найкращий документальний фільм           | «В.Сильвестров» — реж. Сергій Буковський, прод. Геннадій Кофман                                                       |
| Найкращий документальний фільм           | «Зарваниця» — реж. Роман Хімей, Ярема Малащук, прод. Валерія Сочивець                                                 |
| Найкращий документальний фільм           | «Поїзд: Київ-Війна» — реж. Корній Грицюк, прод. Сергій Пудіч                                                          |
| Найкращий анімаційний фільм              | ★«Віктор_Робот» — реж. Анатолій Лавренішин, прод. Олена Голубєва                                                      |
| Найкращий анімаційний фільм              | «Вигаданий пейзаж» — реж. і прод. Микита Лиськов                                                                      |
| Найкращий анімаційний фільм              | «Прізвище в кишені» — реж. Степан Коваль, прод. Ганна Полоніченко                                                     |
| Найкращий анімаційний фільм              | «Сурогат» — реж. і прод. Стас Сантімов                                                                                |
| Відкриття року                           | ★«Погані дороги» — реж. Наталка Ворожбит, прод. Юрій Мінзянов, Дмитро Мінзянов                                        |
| Відкриття року                           | «Віктор_Робот» — реж. Анатолій Лавренішин, прод. Олена Голубєва                                                       |
| Відкриття року                           | «Зарваниця» — реж. Роман Хімей, Ярема Малащук, прод. Валерія Сочивець                                                 |
| Відкриття року                           | «Земля блакитна, ніби апельсин» — реж. Ірина Цілик, прод. Анна Капустіна                                              |
| Найкращий режисер                        | ★Валентин Васянович — «Атлантида»                                                                                     |
| Найкращий режисер                        | Ірина Цілик — «Земля блакитна, ніби апельсин»                                                                         |
| Найкращий режисер                        | Наталка Ворожбит — «Погані дороги»                                                                                    |
| Найкращий режисер                        | Сергій Буковський — «В.Сильвестров»                                                                                   |
| Найкращий актор                          | ★Юрій Кулініч — «Погані дороги»                                                                                       |
| Найкращий актор                          | Андрій Римарук — «Атлантида»                                                                                          |
| Найкращий актор                          | Ахтем Сеітаблаєв — «Ми є. Ми поруч»                                                                                   |
| Найкращий актор                          | Євген Ламах — «Бульмастиф»                                                                                            |
| Найкраща акторка                         | ★Оксана Черкашина — «Погані дороги»                                                                                   |
| Найкраща акторка                         | Людмила Білека — «Атлантида»                                                                                          |
| Найкраща акторка                         | Марина Кошкіна — «Забуті»                                                                                             |
| Найкраща акторка                         | Оксана Вороніна (посмертно) — «Погані дороги»                                                                         |